# Стантън Фридман
Вижте пояснителната страница за други личности с името Александър Фридман.
Стантън Тери Фрийдман (роден на 29 юли 1934) е американски и канадски НЛО изследовател и бивш ядрен физик, гражданин на САЩ и на Канада.
Той става известен като човека, който пръв е привлякъл вниманието на обществеността върху така наречения инцидент в Розуел, Ню Мексико.